# 男の泪と泡盛と
「男の泪と泡盛と」（おとこのなみだとあわもりと）は、きいやま商店の3作目の配信限定シングルであり、シングルとしては4作目となる。2017年6月28日配信開始。発売元は、フライング・ハイ。

## 解説
グループにとって4作目の配信限定シングル、シングルとしては約5カ月ぶりに発売された。また同日に『盛り泡ろう！』も配信開始となり、2曲同時配信された。
河島英五の「酒と泪と男と女」と、吉幾三の「酒よ」にインスパイアされて製作された楽曲で、製作時に『「酒と泪と男と女」を4回位聴いた後、「酒よ」を聴いて、楽曲のイメージを膨らませた。』そうである。
この曲の発売後、沖縄県酒造組合青年部より、カラオケDAMシリーズを利用した特別企画として、『泡盛ソング「男の泪と泡盛と」を歌ってみて♪　キャンペーン』が開催された。
販売用でのCD化されていないが、沖縄県酒造組合青年部が、泡盛の販売促進に活用する為のプロモーション用として、本曲と『盛り泡ろう！』の2曲を収録した非売品CDが製作された。
沖縄ちゅらサウンズ、配信週間ランキングで最高位4位を獲得。

## 収録曲
作詞・作曲：きいやま商店、編曲：不明
1. 男の泪と泡盛と

## 収録アルバム
アルバム未収録